# Garešnički Brestovac
Garešnički Brestovac est un village de la municipalité de Garešnica (Comitat de Bjelovar-Bilogora) en Croatie. Au recensement de 2001, le village comptait 1 007 habitants.